# تحرر

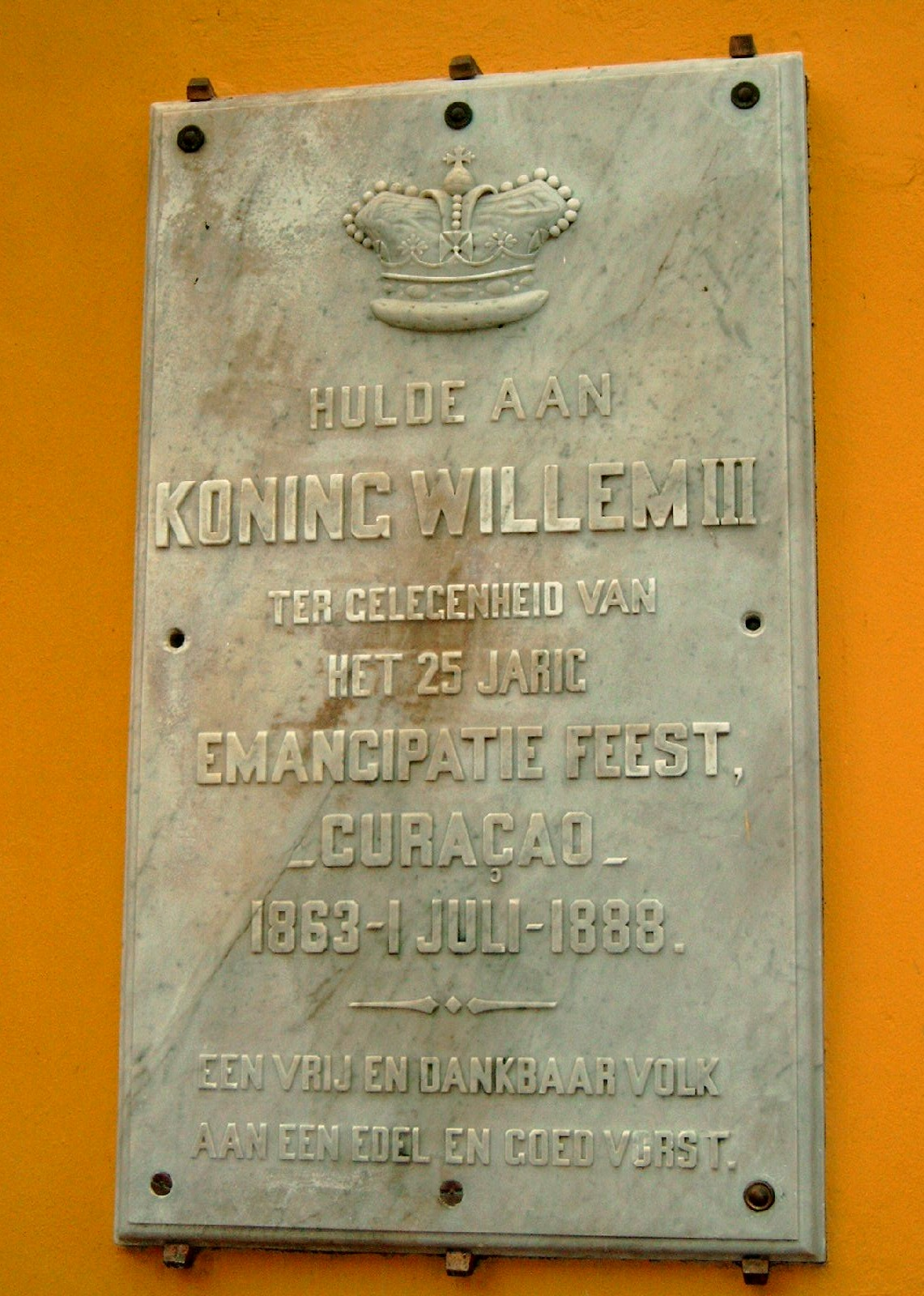

التحرر هو مصطلح يستخدم لوصف مختلف الجهود الرامية إلى الحصول على الحقوق السياسية أو المساواة، وعلى وجه التحديد في كثير من الأحيان لمجموعة محرومة، أو بشكل أعم في مناقشة مثل هذه الأمور.
كلمة التحرر كانت في الاستعمال الشائع في الشؤون السياسية في القرن الثامن عشر والقرن التاسع عشر في الخطاب السياسي، كما في الكاثوليكية أو حركات التحرر اليهودية (انظر الصفحة لتحرير المزيد من الامثلة)، في حين يشكل الحصول على حق التصويت هدفا رئيسيا لحركات تحرر المرأة.
بين أمور أخرى، ناقش كارل ماركس التحرر السياسي في بلده 1844، مقال "حول المسألة اليهودية"، وقد لخص أحد الكتاب آراء ماركس من التحرر السياسي في هذا العمل كما يلي "الوضع المتساوي للمواطنين الأفراد فيما يتعلق بالدولة، والمساواة أمام القانون، بصرف النظر عن الدين، والملكية، أو غيرها من الخصائص الفردية للأشخاص."
التحرر السياسي عبارة أقل شيوعا في الاستعمال الحديث، وبخاصة خارج الاستعمال الأكاديمي، ومع ذلك، مفاهيم مماثلة يمكن أن يشار إليها من قبل التحرر فعلى سبيل المثال، في الولايات المتحدة حركة الحقوق المدنية التي توجت في قانون حقوق التصويت لعام 1965، ويمكن اعتبار إعلان إلغاء الرق منذ قرن مضى من قبل التحرر.